# Droga krajowa 53
Die Droga krajowa 53 (kurz DK53, pol. für ,Nationalstraße 53‘ bzw. ,Landesstraße 53‘) ist eine Landesstraße in Polen. Sie führt in südöstlicher Richtung von Olsztyn über Pasym, Szczytno und Myszyniec bis Ostrołęka. Die Gesamtlänge beträgt 123 km.

## Geschichte
Nach der Neuordnung des polnischen Straßennetzes im Jahr 1985 wurde dem heutigen Straßenverlauf die Landesstraße 53 zugeordnet. Daran änderte die Reform der Nummerierung vom 9. Mai 2001 auch nichts.

## Wichtige Ortschaften entlang der Strecke
- Olsztyn (Allenstein)
- Szczęsne (Schönwalde)
- Klewki (Klaukendorf)
- Trękusek (Klein Trinkhaus)
- Marcinkowo (Alt Mertinshagen/Alt Märtinshagen)
- Kośno (Koschno)
- Tylkowo (Scheufelsdorf)
- Pasym (Passenheim)
- Leleszki (Lehlesken)
- Grom (Grammen)
- Jęcznik (Davidshof)
- Szczytno (Ortelsburg)
- Młyńsko
- Olszyny (Olschienen/Ebendorf)
- Chochół (Friedrichsfelde)
- Występ (Wystemp/Höhenwerder)
- Rozogi (Friedrichshof)
- Dąbrowy
- Myszyniec
- Wydmusy
- Kadzidło
- Dylewo
- Ostrołęka